# Szentgyörgyvölgy

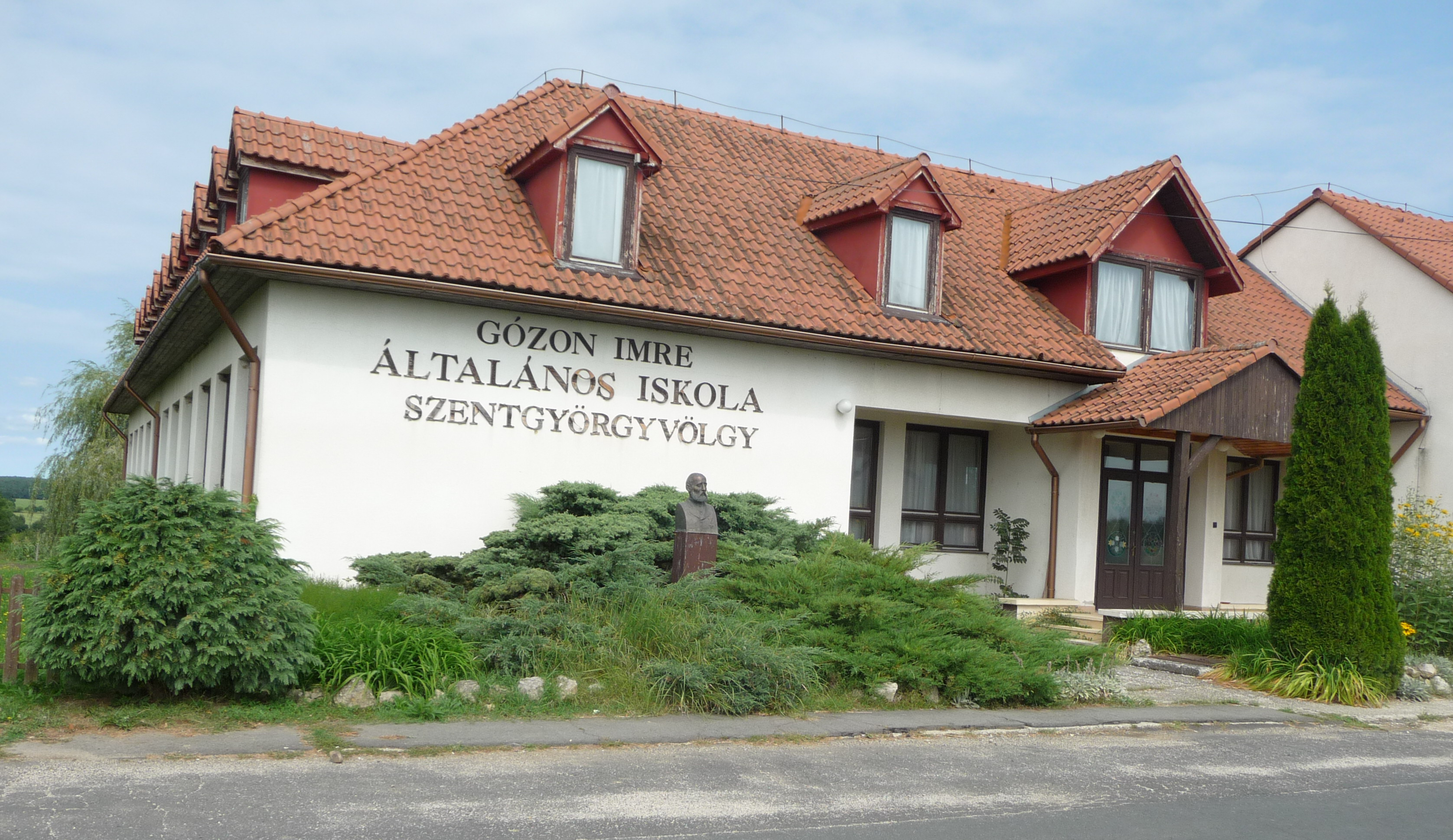
A Gózon Imre általános iskola és óvoda

Szentgyörgyvölgy község Zala vármegyében, a Lenti járásban.

## Fekvése
A Hetés, a Göcsej és az Őrség határán épült, szeres szerkezetű falu, Zala vármegye nyugati részén, a Lenti járásban. Központján a 7423-as út halad végig nagyjából kelet-nyugati irányban, utóbbiból a központban ágazik ki észak felé a 7424-es út Magyarföld felé, Csekeszer falurészben pedig a 7425-ös út a különálló Cséplak településrész és Velemér irányába. A falu felszíni vizeit a Szentgyörgyvölgyi-patak szállítja el.
Szomszédos és közeli települések: nyugatra Velemér és Magyarszombatfa, északra Magyarföld, keletre Márokföld és Nemesnép; déli szomszédja a már Szlovéniához tartozó Kebeleszentmárton (Kobilje).

## Településszerkezete
A szereket itt többnyire szegeknek nevezik. Szegei:
- Cséplak
- Asszonyfa
- Kógyár (Kolgyárszeg, Kolgyári fordulat)
- Kisszeg
- Tiborszeg
- Domjánszeg
- Cilinkó
- Csekeszer
- Farkasi (Alsó- és Felsőfarkasi)

A mai faluközpont három szeg: Kisszeg, Tiborszeg és Domjánszeg összeépülésével alakult ki.
A 16. századból fennmaradt szegnevek – Bakacsszeg, Benedekszeg, Göndörszeg stb. – többnyire az adott épületegyüttesben élt családok neveit őrzik.
Az erdők közelsége miatt a házakat fából építették: a szentgyörgyvölgyi házak 80 százaléka még a huszadik század elején is faépület volt. Az erdők fogyásával változott az építőanyag: egyre többen építkeztek téglából és kőből. Már csak ritkán látható egy-egy kisebb, hagyományos boronaépület. A kisnemesi származású Cseresnyés Vilma Kisszegen fennmaradt több száz éves, zsúptetős boronaházát, aminek eredeti berendezése is megmaradt, lebontották, és a Szentendrei Szabadtéri Néprajzi Múzeumban állították fel újra.

## Természeti viszonyok

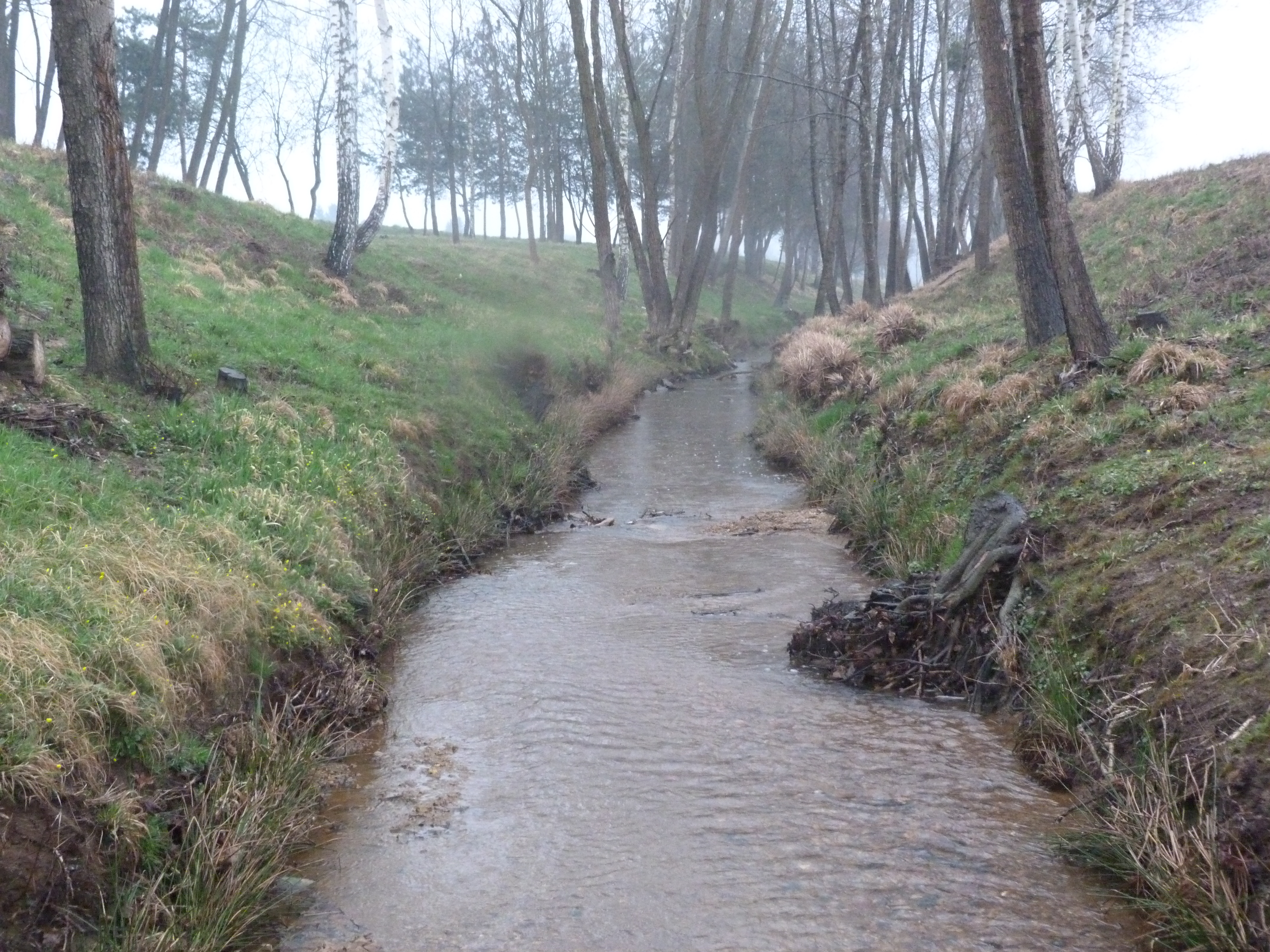
Szentgyörgyvölgyi patak

Éghajlatát jellemzően befolyásolja az Alpok közelsége és kisebb mértékben, de jóformán ellentétesen a közeli Mediterráneum hatása is: a hőmérséklet járása kiegyenlített, ám a napsütéses órák száma az országos átlagnál kevesebb, a csapadék pedig több.

## Története, gazdasága

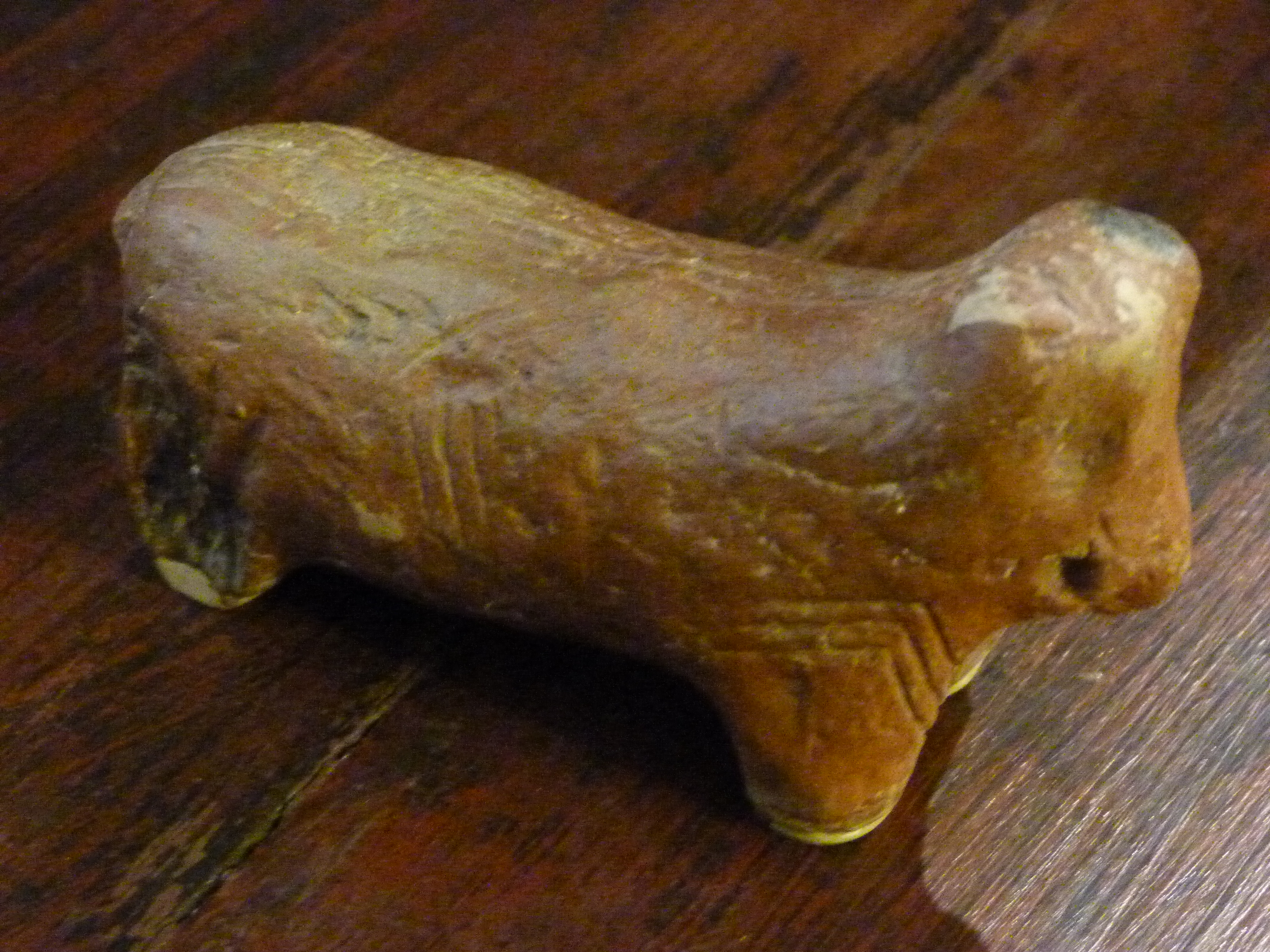
Szentgyörgyvölgyi tehén

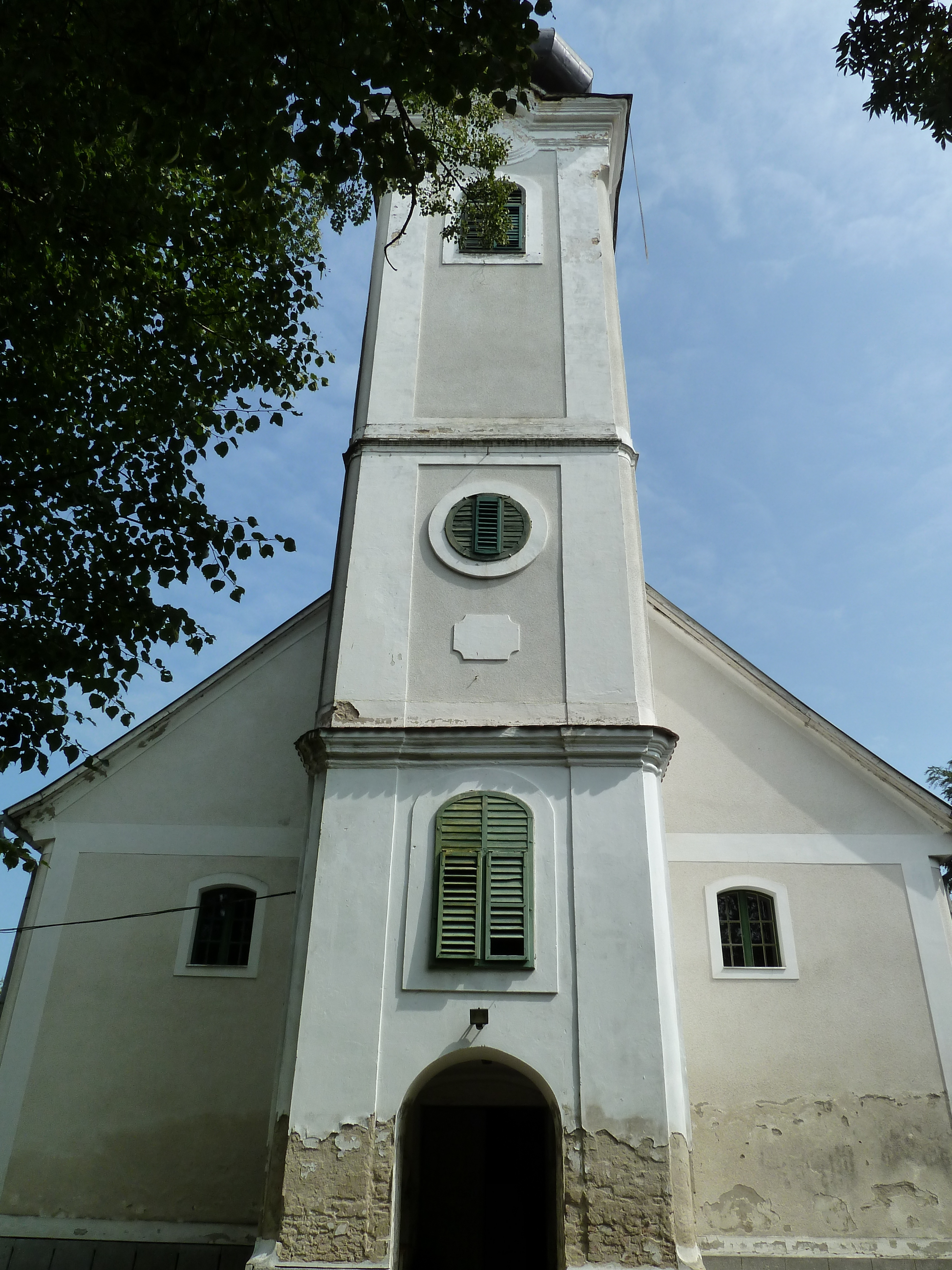
A falu református temploma

Határában a régészek három, honfoglalás előtti lelőhelyet találtak:
- egy újkőkori
- egy rézkori
- egy római kori

A jelentős újkőkori falu nyomaira a Szentgyörgyvölgy és Márokföld között emelkedő Pityer-dombon bukkantak (az ásatást Bánffy Eszter vezette). Itt főként a kerámia-leletek jelentettek szenzációt; közülük leghíresebb a vöröses árnyalatú tehénszobor.
Hat további pontról középkori leletanyag került elő.
A honfoglalás után az Őrség része lett. Oklevélben, bizonyítottan először 1326-ból említik; neve (Scentgurgy) után ítélve ekkor már temploma is volt. Sőt, valószínű, hogy ezt a falut nevezték egy 1257-ben kelt jegyzőkönyvben Szentgyörgyegyházának, illetve egy 1275-ös oklevélben Őriszentgyörgyvölgynek. 1441-ben már Zenthgywrgwelge néven fordul elő egy oklevélben.
Hagyományosan szegény kisnemesek lakták, az egykori őrállók utódai. Közülük a mohácsi csatát túlélt Bakacs Sándor emelkedett ki jutalmul kapott birtokával. Utódai híres törökverők, várkapitányok lettek; Bakas Ferenc 1630-ban báróságot kapott.
A reformáció idején a falu teljes lakossága kálvinistává vált, a rekatolizációnak sokáig ellenálltak.
A falu népessége a 18. században szinte robbanásszerűen gyarapodott. Maximumát, 1241 lelket 1900-ban érte el. 1949-ben 1235-en laktak itt. A következő nem egész fél évszázadba a népesség kevesebb mintafelére csökkent: 1990-ben 530-an éltek itt, 2011-ben 502-en.
A falu hagyományosan mezőgazdasági jellegű település volt annak ellenére, hogy földjei nem túl jók. A 20. század első felében a falu határában nem volt nagybirtok; a gazdák többnyire 10–50 hold földet műveltek. Sok családnak volt erdőbirtoka is, amit szálaló vágással műveltek.
A 20. század első felében csak néhány egyedül dolgozó kézműves – asztalos, cipész, kádár és kovács – élt a faluban. Működött még két szeszfőzde, két vízimalom, egy gőzfűrésztelep, illetve voltak kocsmák és boltok is. A legnagyobb helyi vállalkozássá az 1919-ben alapított Hangya Fogyasztási és Értékesítő Szövetkezet nőtt.
A trianoni békeszerződés után a határ kijelölése mintegy két évre bizonytalanná tette az itt élők helyzetét. 1922-ben végül eldőlt, hogy a község Magyarország része marad, de több lakos földje, illetve földjeinek egy része a Szlovén–Horvát–Szerb Államhoz került.
A második világháborúban a front sokáig – 1945 márciusától, körülbelül 1945. április 10-ig – ezen a környéken húzódott.
1948 után a jugoszláv határt teljesen lezárták, így sok család elveszítette a túloldalon maradt birtokát. A határvonal szigorítása, a széles határsávok kialakítása tovább nehezítette az életet. A negyvenes évek végén, ötvenes évek elején a „társadalmi tulajdonba” vett üzletek sorra visszafejlődtek, majd eltűntek.
1949 közepén több mint ötven birtokot kulákgazdasággá nyilvánítottak, és ezek földjeiből 1950. január 16-án megalakították az Új Élet termelőszövetkezeti csoportot. 1950-ben telepítették ide a Zalalövői Állami Gazdaság egyik egységét és a Zalai Erdő- és Fafeldolgozó Gazdaság egyik erdészetét. Ugyanebben az évben a megbízhatatlannak és ellenségesnek ítélt személyeket, családokat hortobágyi és más munkatáborokba telepítették ki; vagyonukat széthordták vagy államosították. 1957-ben a vagyonuktól megfosztott, részben visszatért kitelepítettek 230 kártérítési igényt nyújtottak be, de csak részleges kárpótlást kaptak. 1957-ben ismét megkezdték a termelőszövetkezet szervezését, ez azonban csak 1961-től tudott maradéktalanul megfelelni a szocialista mezőgazdálkodás céljainak. Az ismét Új Élet névre „keresztelt” tsz 1964-ben magába olvasztotta a magyarföldi „Béke” és a márokföldi „Haladás” Mgtsz-t 1969-ben a nemesnépi „Hajnal” Mgtsz-t is, igazi sikereket azonban sosem tudott elérni, és 1990-ben végleg megszűnt. Eközben sikeres lett a tsz melléküzemágaként 1960-tól működő kerámiaüzem – ezt 1998 óta szlovén tulajdonos működteti.
2000-ben, egy nemzetközi zsűri döntése alapján európai falufelújítási különdíjat kapott.

## Közélete

### Polgármesterei
- 1990–1994: Felső Vilmos (független)[3]
- 1994–1998: Felső Vilmos (független)[4]
- 1998–2002: Felső Vilmos (független)[5]
- 2002–2006: Felső Vilmos (független)[6]
- 2006–2010: Gódor Mihály (független)[7]
- 2010–2014: Bán Istvánné (független)[8]
- 2014–2019: Varga Zsuzsanna (független)[9]
- 2019–2024: Varga Zsuzsanna (független)[10]
- 2024– : Némethné Simon Beáta (független)[1]

## Kulturális élete
- A faluban működik a "94" Képzőművészeti Társaság (tagjai: Balogh István Péter festőművész, Leclerc-Szelényi Ulrik szobrászművész, Pápes Éva művészeti író és Berkes András festőművész)
- Csótár Rezső fazekas, népi iparművész a műhelye és a kemenceház mellett bemutatótermet és egy kis pihenőhelyet alakított ki.

## Népesség
A település népességének változása:
| Lakosok száma | 427  | 413  | 401  | 357  | 358  | 361  | 354  |
|               | 2013 | 2014 | 2015 | 2021 | 2022 | 2023 | 2024 |

A 2011-es népszámlálás idején a nemzetiségi megoszlás a következő volt: magyar 94,2%, német 3,36%, román 0,72%. A lakosok 38,6%-a római katolikusnak, 42,86% reformátusnak, 1,25% felekezeten kívülinek vallotta magát (16,5% nem nyilatkozott).
2022-ben a lakosság 64,5%-a vallotta magát magyarnak, 3,6% németnek, 1,1% románnak, 2% egyéb, nem hazai nemzetiségűnek (34,4% nem nyilatkozott; a kettős identitások miatt a végösszeg nagyobb lehet 100%-nál). Vallásuk szerint 20,9% volt református, 19,8% római katolikus, 0,3% evangélikus, 0,3% egyéb katolikus, 4,2% felekezeten kívüli (54,5% nem válaszolt).

## Nevezetességei

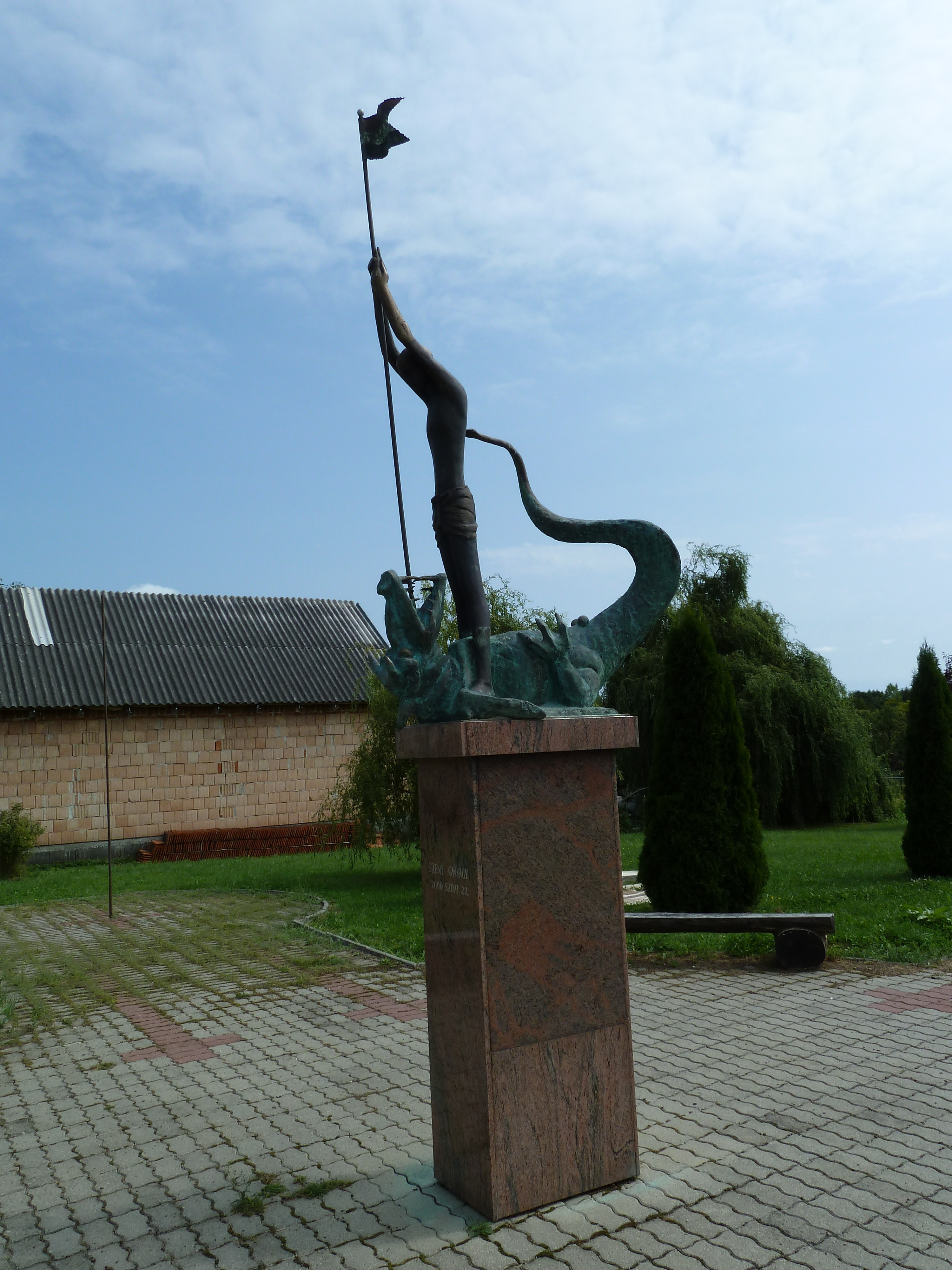
Szabolcs Péter: Szent György és a sárkány

- Katolikus templomát szent György tiszteletére építették a falu középkori templomának helyére. (A korai templomot a hagyomány 1202-ből származtatja.)
- szentgyörgyvölgyi szálaló erdő
  - Hajdu Tibor kopjafája
  - Palotay István emlékműve
  - Töllös tanösvény (2,5 kilométer) Horváth Jenő: Az Őrség és Hetés határán (22-25. old.), TermészetBúvár 2016/6.
- Gózon Imre Általános Iskola (2012-ben nem üzemel); előtte Gózon Imre mellszobrával
- Köztéri szobrok és emlékművek:
  - Szabolcs Péter: Szent György és a sárkány (2000)
  - Béres János: Kitelepítettek emlékműve
  - Szabolcs Péter: Gózon Imre (1996)

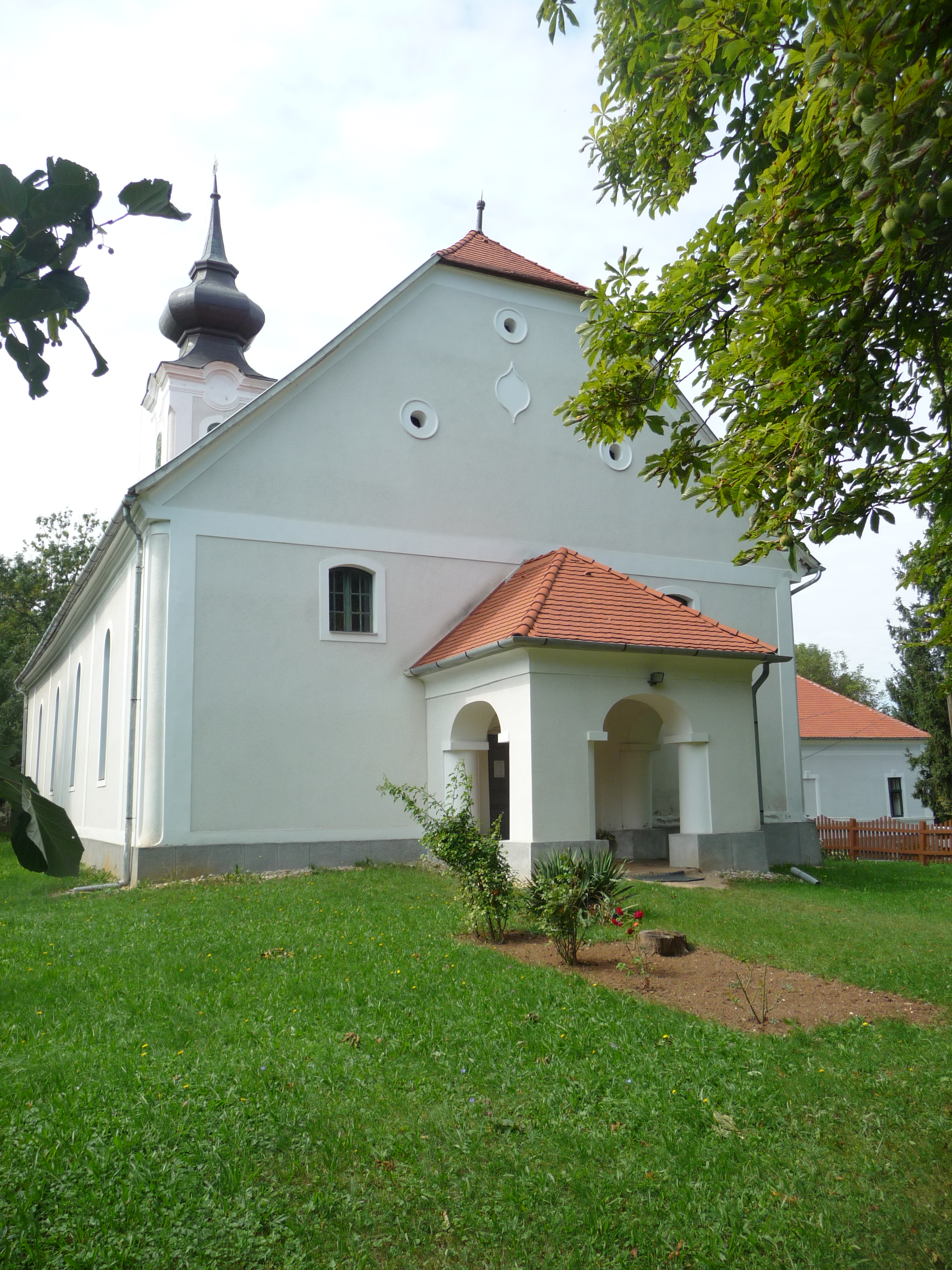
Református templom (1787), országos műemlék

- - A II. világháború áldozatainak emlékműve
- Emléktáblák:
  - 1848 tiszteletére
  - 1100 éves évfordulónk emlékére
- Református temploma ezen a tájon ritkaságnak számító kazettás mennyezettel 1787-ben épült.

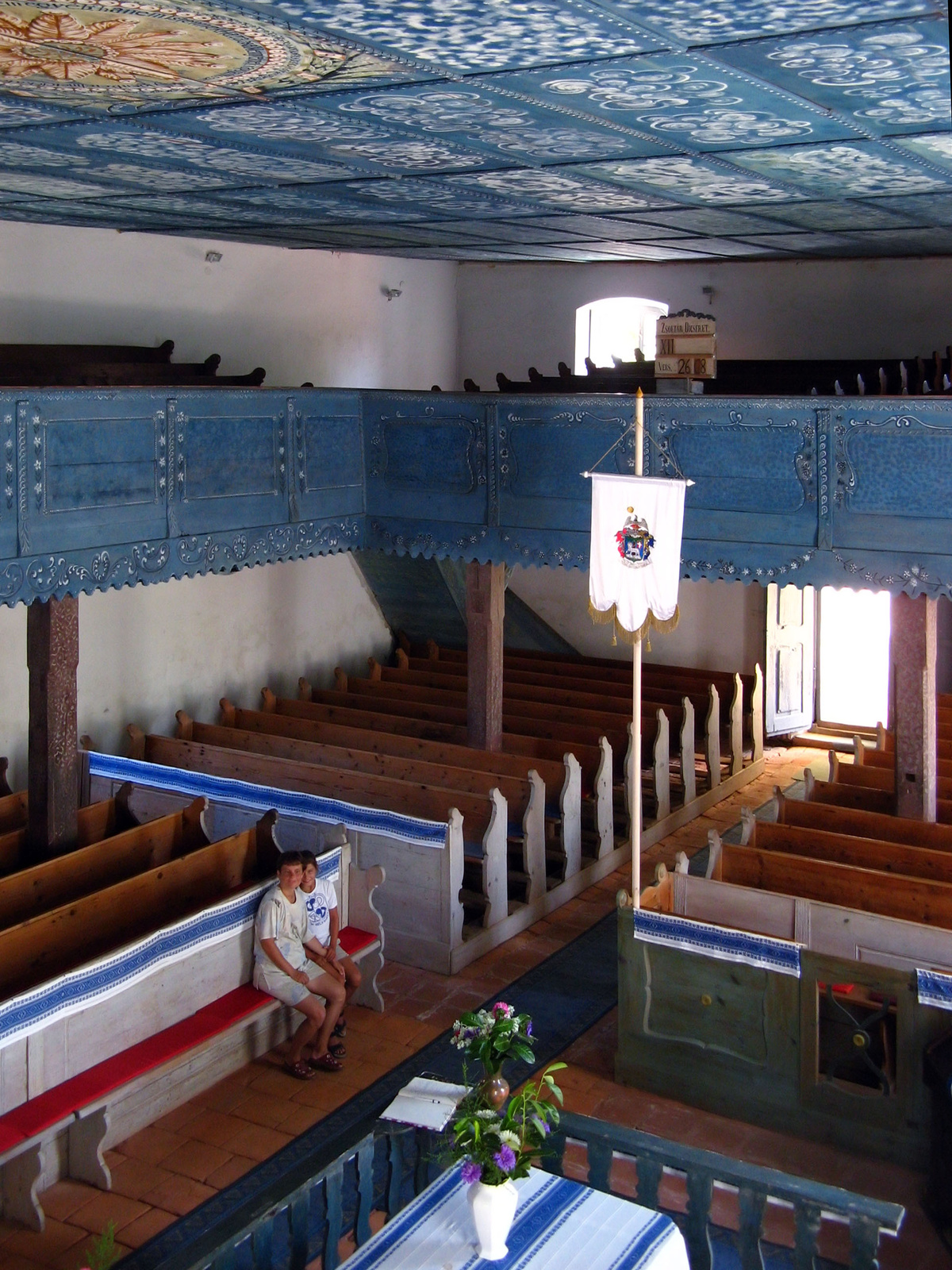
A kazettás mennyezetű, református templombelső, egyedi díszítéssel

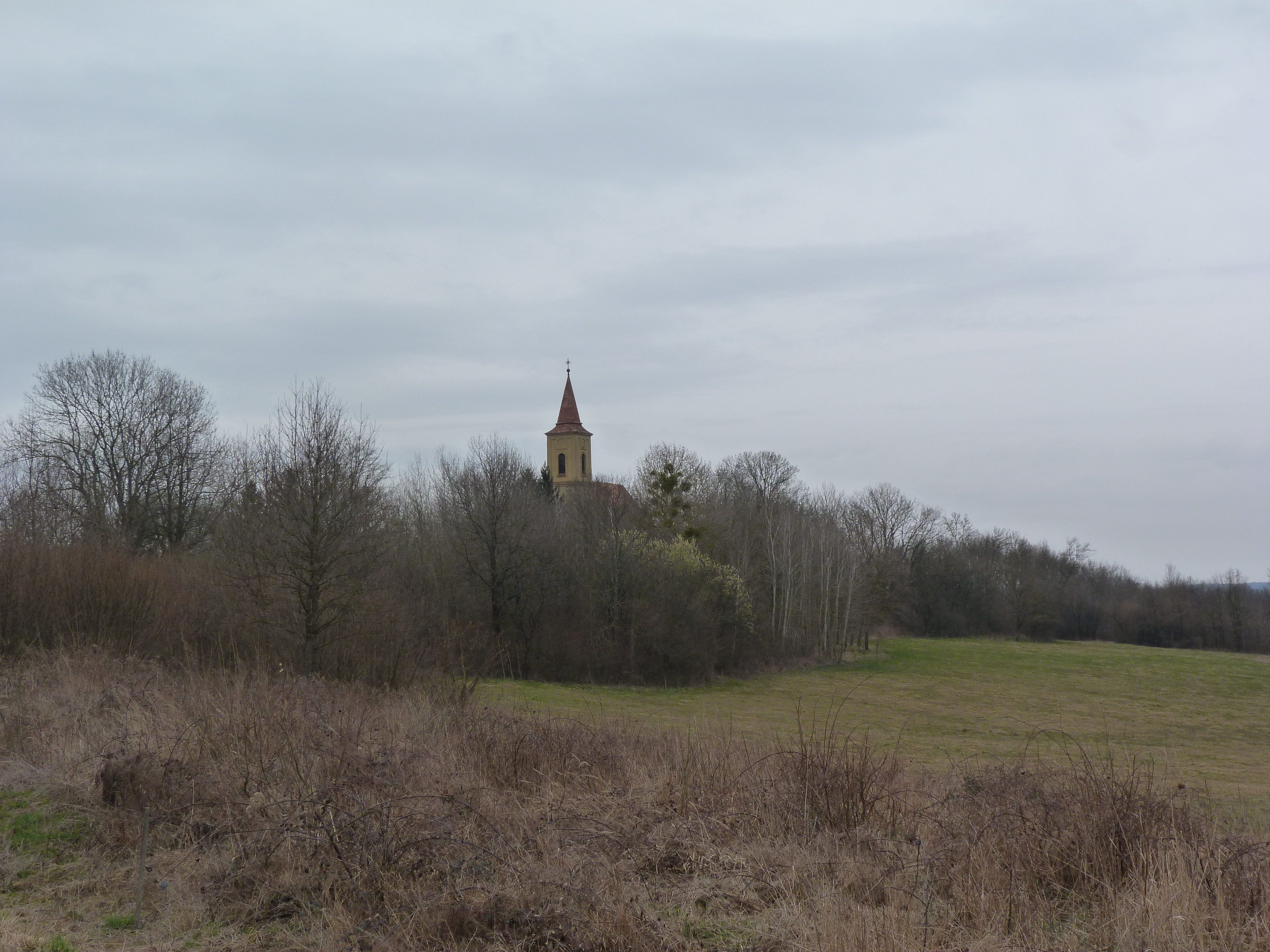
Pityerdomb

- 1995-ben a szentgyörgyvölgyi Pityer-dombon tárta fel egy 7500 éves neolitikus falu maradványait Bánffy Eszter régész. A leletek között a szentgyörgyvölgyi tehénszobrot. A tehénszobor hiteles másolatát a veleméri Sindümúzeumban lehet megtekinteni.

## Külső hivatkozások
- Szentgyörgyvölgyi református templom
- Szentgyörgyvölgyi református egyházközség
- 7500 éves szentgyörgyvölgyi tehénszobor
- Csótár Rezső fazekas